# Volvo XC90
Volvo XC90 este un SUV de lux de dimensiuni medii, produs și comercializat de Volvo Cars din 2002 și acum la a doua generație.
La sfârșitul anului 2022, EX90 complet electric a fost lansat ca succesor al modelului XC90.

## Prima generație (2002)

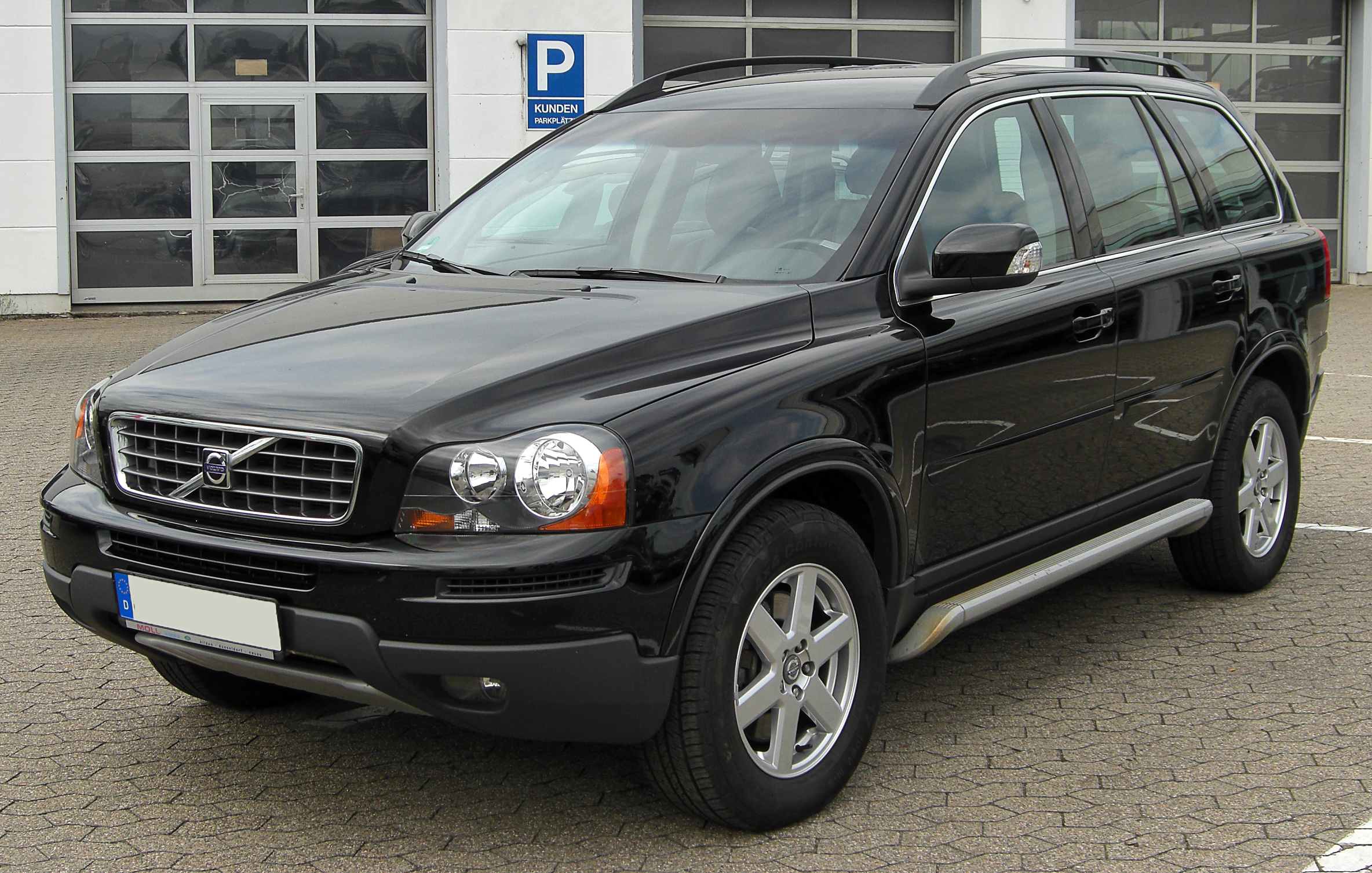
XC90 D5 AWD

## A doua generație (2015)

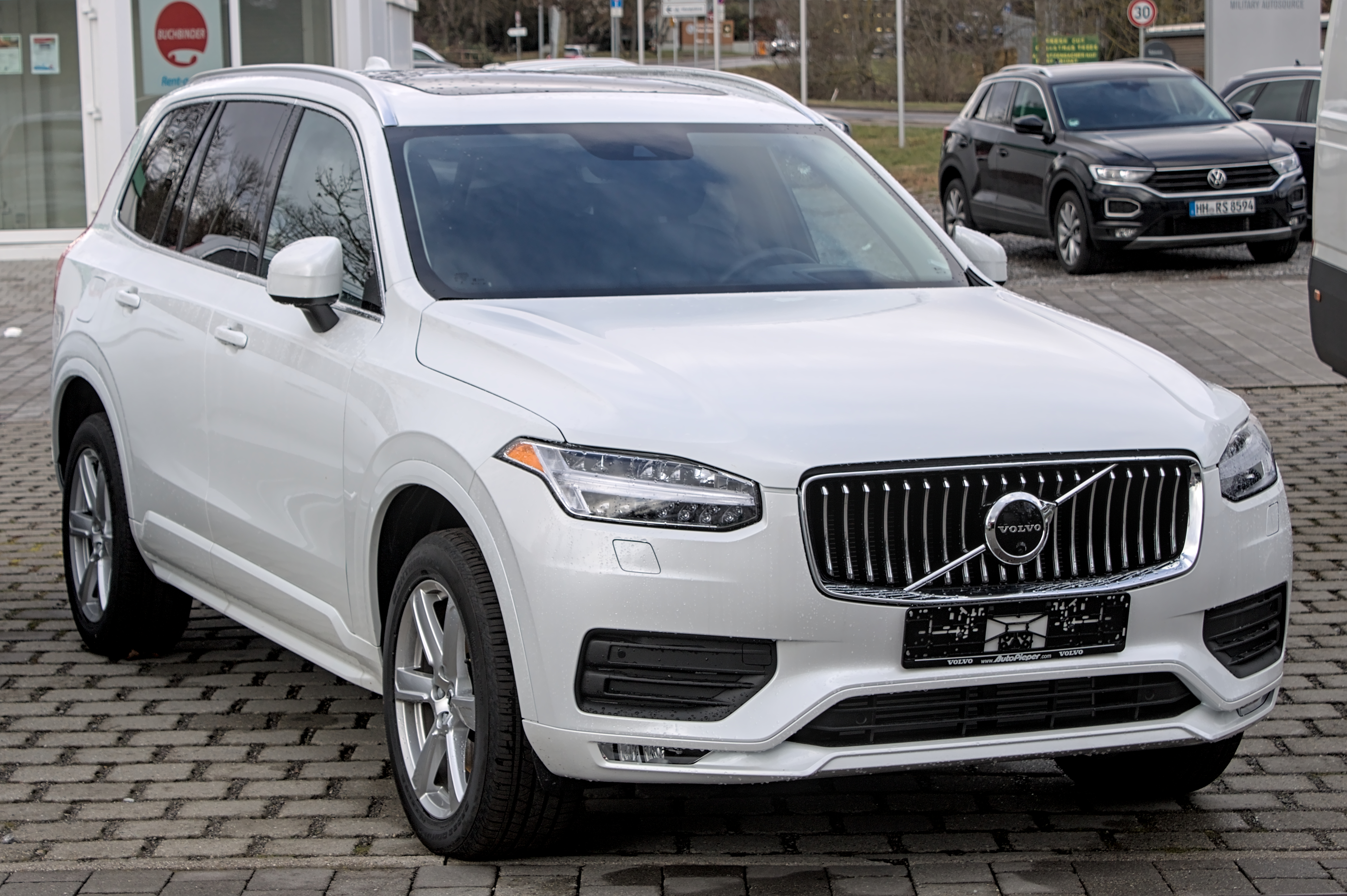
Facelift